# Tana, Finnmark
Deatnu (tiếng Bắc Sami) hoặc Tana (tiếng Na Uy) là một đô thị hạt Finnmark, Na Uy. Trung tâm hành chính của đô thị này là làng Bru Tana.
Các khu vực của Tana, Berlevåg, và Polmak (tách khỏi Lebesby vào ngày 1 tháng 1 năm 1846) đã được sáp nhập với nhau với khu vực Nesseby (tách khỏi Vadsø cùng ngày) để tạo ra các đô thị lớn hơn Nesseby.
Tana (cùng với Berlevåg) được tách từ Nesseby ngày 1 tháng 1 năm 1864 và cùng với khu vực Gamvik (tách khỏi Lebesby cùng ngày) này được sáp nhập để tạo ra các đô thị lớn hơn Tana.
Các khu vực của Berlevåg và Gamvik đã được tách ra từ Tana làm thành phố riêng ngày 1 tháng 7 năm 1913. Các đô thị của Polmak (tách biệt khỏi Nesseby vào ngày 1 tháng 1 năm 1903) được sáp nhập với Tana ngày 1 tháng 1 năm 1964.